# Transporte por tubería

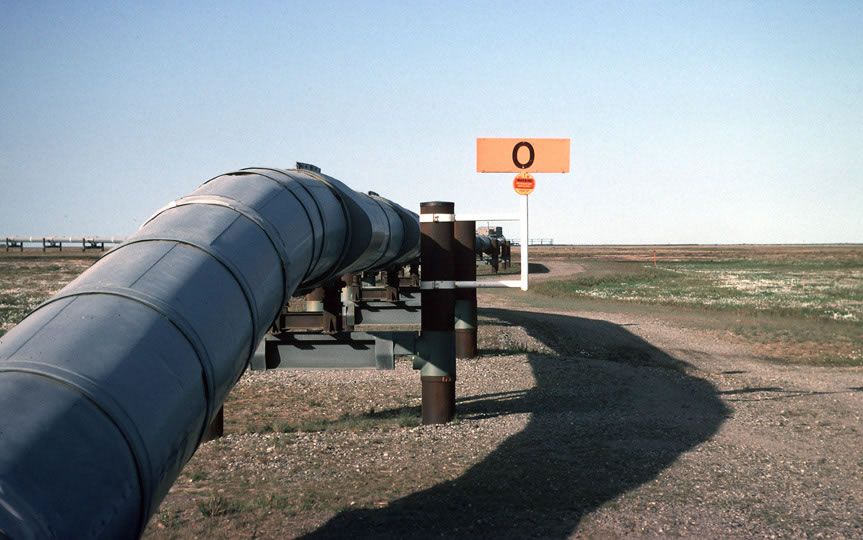
Oleoducto Trans-Alaska

El transporte por tubería o transporte por ductos (Véase Transporte y Distribución, abreviado T&D, en el campo de la energía) es un modo de transporte de gases, líquidos, sólidos o multifásico, dirigido en general a través de las tuberías que constituyen una red o un sistema de transporte.
El drenaje por gravedad de efluentes (aguas residuales, aguas lluvias, sistemas de alcantarillado, etc) y el tránsito de alimentos (cerveza, leche, granos, etc) por medio de tuberías pueden entrar en esta acepción. Sin embargo, los productos en general descritos como elementos que se transportan por tubería son: petróleo e hidrocarburos líquidos, gas natural y gas para combustibles, sustancias químicas.
Dependiendo del producto transportado, el ducto recibe diferentes nombres, así como los reglamentos, las técnicas de construcción y de funcionamiento también varían.  La justificación de construcción de tubería es dependiente del terreno, distancias, falta de carreteras, y costo de otros modos de transporte.
Los principales sistemas de transporte por tubería son los siguientes:
- el gas natural, transportado por gasoductos
- los hidrocarburos líquidos, especialmente aceite, transportados por oleoductos
- el agua dulce, principalmente para el riego, a través de acueductos
- el agua salada, en saumoductos
- el oxígeno, en oxigenoductos
- el hidrógeno, en hidroductos o hidrogenoductos
- el etileno, en etilenoductos
- las aguas residuales a través del alcantarillado

Este tipo de transporte de productos fue implementado por primera vez por Dmitri Mendeleev en 1863, año en el que sugirió el uso de tuberías para el transporte de petróleo.  

## Petróleo y gas natural

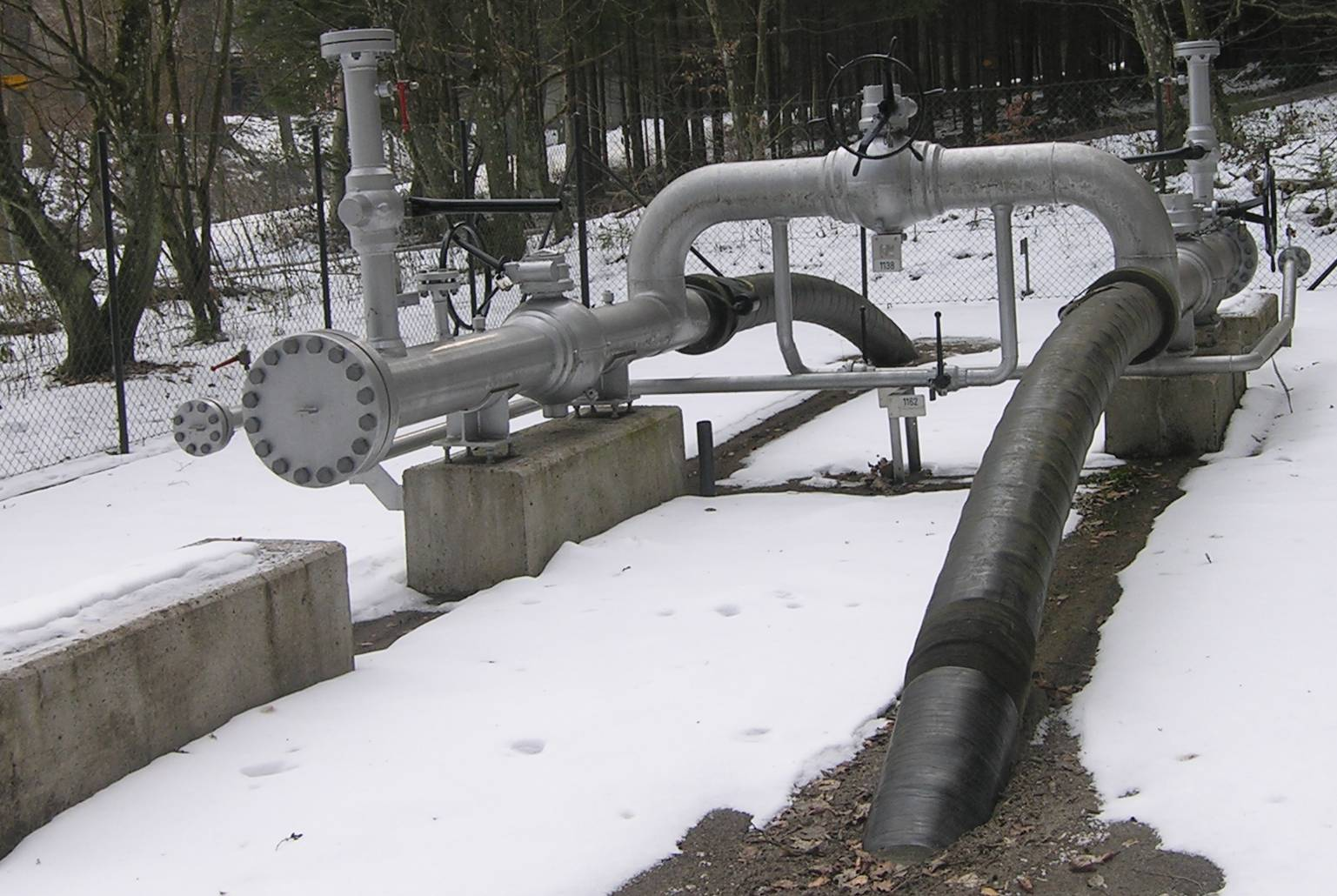
Un lanzador/receptor " Pig ", en el gasoducto de gas natural en Suiza.

No se sabe cuándo se construyó el primer oleoducto de crudo. Se disputa el crédito por el desarrollo del transporte por oleoductos, con reclamos contrapuestos de Vladimir Shukhov y la compañía Branobel a fines del siglo XIX, y la Asociación de Transporte de Petróleo, que construyó por primera vez un conducto de 2 pulgadas (51 mm) tubería de hierro forjado sobre una vía de 6 millas (9,7 km) desde un campo petrolero en Pensilvania hasta una estación de ferrocarril en Oil Creek, en la década de 1860. Los oleoductos son generalmente la forma más económica de transportar grandes cantidades de petróleo, productos derivados del petróleo refinado o gas natural sobre tierra. Por ejemplo, en 2014, el transporte de petróleo crudo por oleoducto costaba alrededor de $5 por barril, mientras que el transporte ferroviario costaba entre $10 y $15 por barril. El transporte por carretera tiene costos aún más altos debido a la mano de obra adicional requerida; el empleo en oleoductos terminados representa solo "el 1% del de la industria del transporte por carretera".
En los Estados Unidos, el 70% del petróleo crudo y los productos derivados del petróleo se envían por oleoducto. (El 23 % se realiza por barco, el 4 % por camión y el 3 % por ferrocarril). En Canadá, para el gas natural y los productos derivados del petróleo, el 97 % se envía por tubería.
El gas natural (y combustibles gaseosos similares) se presurizan ligeramente en líquidos conocidos como Líquidos de gas natural (LGN). Las pequeñas instalaciones de procesamiento de NGL se pueden ubicar en campos petroleros para que el líquido de butano y propano bajo una presión ligera de 125 libras por pulgada cuadrada (860 kPa) se pueda enviar por ferrocarril, camión o tubería. El propano se puede usar como combustible en campos petroleros para calentar varias instalaciones utilizadas por los perforadores de petróleo o equipos y camiones utilizados en el parche de petróleo. EG: El propano se convertirá de gas a líquido bajo una presión ligera, 100 psi, más o menos dependiendo de la temperatura, y se bombea a automóviles y camiones a menos de 125 psi (860 kPa) en las estaciones minoristas. Los oleoductos y los vagones de ferrocarril utilizan aproximadamente el doble de esa presión para bombear a 250 psi (1700 kPa).

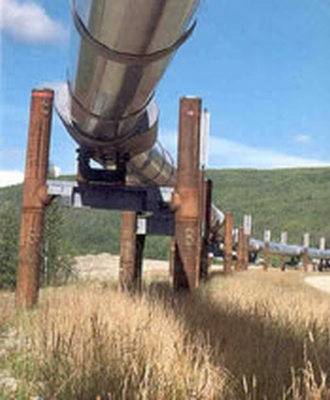
Una sección elevada del oleoducto de Alaska.

La distancia para enviar propano a los mercados es mucho más corta, ya que miles de plantas de procesamiento de gas natural están ubicadas en campos petrolíferos o cerca de ellos. Muchas compañías petroleras de la cuenca de Bakken en campos de gas de Dakota del Norte, Montana, Manitoba y Saskatchewan separan los NGL en el campo, lo que permite a los perforadores vender propano directamente a pequeños mayoristas, eliminando el control de productos y precios de propano o butano de las grandes refinerías.
El oleoducto principal más reciente que comenzó a operar en América del Norte es una línea de gas natural TransCanada que va hacia el norte a través de la región del Niágara une con gas de esquisto Marcellus de Pensilvania y otros vinculados a fuentes de metano o gas natural, hacia la provincia canadiense de Ontario a partir del otoño de 2012, suministrando el 16 por ciento de todo el gas natural utilizado en Ontario.

Principales gasoductos rusos a Europa en 2009.

Este nuevo gas natural suministrado por los EE. UU. desplaza el gas natural que antes se enviaba a Ontario desde el oeste de Canadá en Alberta y Manitoba, lo que reduce los cargos de envío de gasoductos regulados por el gobierno debido a la distancia significativamente más corta desde la fuente de gas hasta el consumidor. Para evitar demoras y la regulación del gobierno de EE. UU., muchos productores de petróleo pequeños, medianos y grandes en Dakota del Norte han decidido instalar un oleoducto al norte de Canadá para encontrarse con un oleoducto canadiense que transporta petróleo de oeste a este. Esto permite que los productores de petróleo de Bakken Basin y Three Forks obtengan precios negociados más altos por su petróleo porque no estarán restringidos a un solo mercado mayorista en los EE. UU.. La distancia desde el parche de petróleo más grande de Dakota del Norte, en Williston, Dakota del Norte, está a solo 85 millas o 137 kilómetros de la frontera entre Canadá y EE. UU. y Manitoba. Los fondos mutuos y las empresas conjuntas son grandes inversores en nuevos oleoductos y gasoductos. En el otoño de 2012, EE. UU. comenzó a exportar propano a Europa, conocido como GLP, ya que los precios mayoristas allí son mucho más altos que en América del Norte. Además, actualmente se está construyendo un oleoducto desde Dakota del Norte hasta Illinois, comúnmente conocido como el oleoducto de acceso de Dakota.
A medida que se construyen más gasoductos en América del Norte, se producen aún más exportaciones de GNL, propano, butano y otros productos de gas natural en las tres costas de EE. UU.. Para dar una idea, la producción de petróleo de la región Bakken de Dakota del Norte ha crecido un 600 % entre 2007 y 2015.  Las compañías petroleras de Dakota del Norte están enviando enormes cantidades de petróleo en vagones cisterna, ya que pueden dirigir el petróleo al mercado que ofrece la mejor precio, y los vagones de ferrocarril se pueden usar para evitar un oleoducto congestionado para llevar el petróleo a un oleoducto diferente a fin de llevar el petróleo al mercado más rápido o a una refinería de petróleo diferente menos concurrida. Sin embargo, los oleoductos proporcionan un medio más económico de transporte por volumen.
Enbridge en Canadá está solicitando revertir un oleoducto que va de este a oeste (Línea 9) y expandirlo y usarlo para enviar petróleo bituminoso del oeste de Canadá hacia el este. De un oleoducto actualmente clasificado de 250.000 barriles equivalentes por día, se ampliará a entre un millón y 1,3 millones de barriles por día. Llevará petróleo occidental a refinerías en Ontario, Míchigan, Ohio, Pensilvania, Quebec y Nueva York a principios de 2014. New Brunswick también refinará parte de este crudo del oeste de Canadá y exportará algo de petróleo crudo y refinado a Europa desde su ULCC de petróleo de puerto de carga de aguas profundas.
Aunque los oleoductos se pueden construir bajo el mar, ese proceso es económica y técnicamente exigente, por lo que la mayoría del petróleo en el mar se transporta en buques cisterna. De manera similar, a menudo es más factible económicamente transportar gas natural en forma de GNL; sin embargo, el punto de equilibrio entre el GNL y los gasoductos dependería del volumen de gas natural y la distancia que recorra.

### Crecimiento del mercado

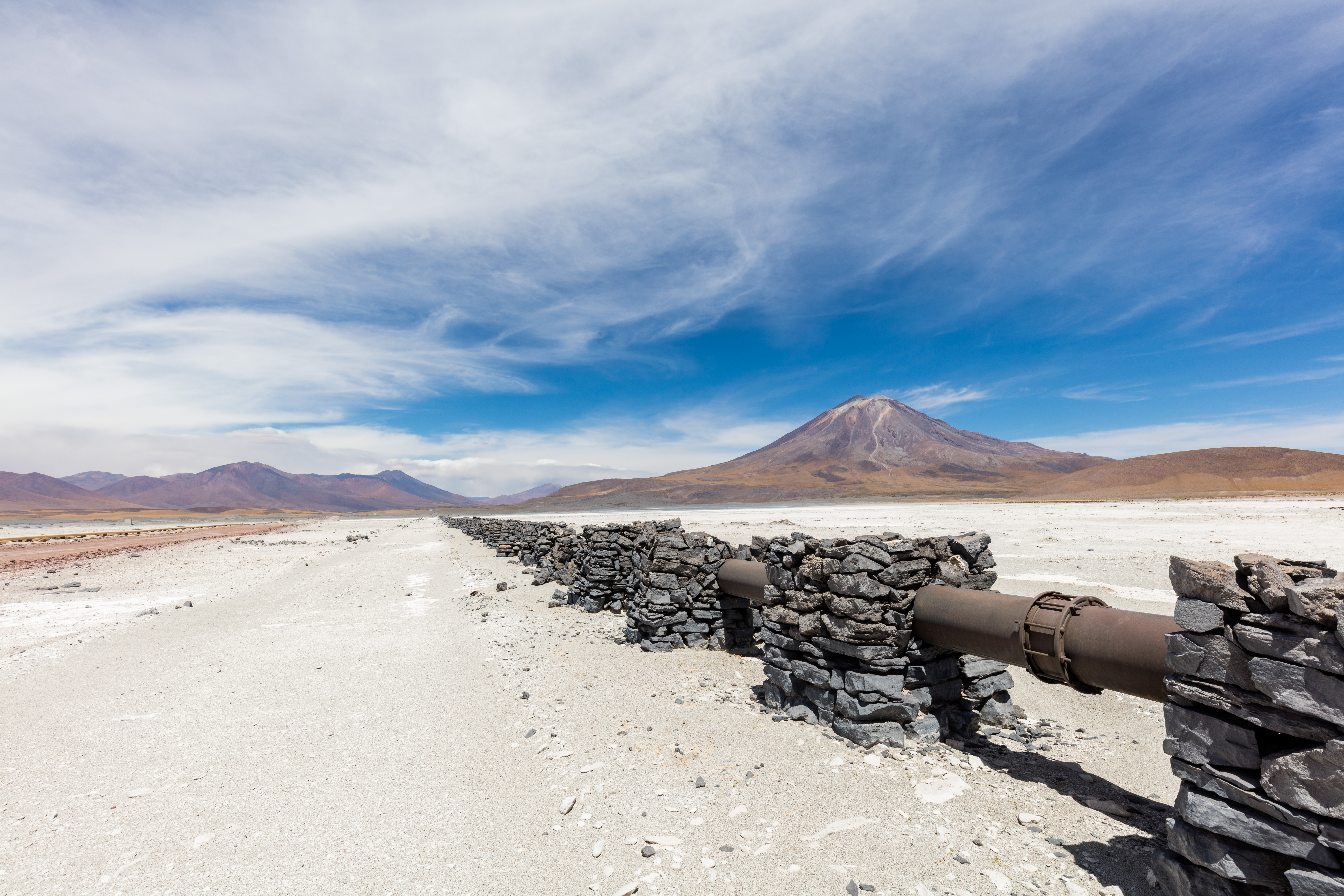
Gasoducto en la región seca de Antofagasta, Chile.

El tamaño del mercado para la construcción de oleoductos y gasoductos experimentó un enorme crecimiento antes de la recesión económica de 2008. Después de vacilar en 2009, la demanda de expansión y actualización de oleoductos aumentó al año siguiente a medida que crecía la producción de energía. En 2012, se estaban planificando o construyendo casi 32 000 millas de oleoductos en América del Norte. Cuando las tuberías están restringidas, las opciones adicionales de transporte de productos de tuberías pueden incluir el uso de agentes reductores de arrastre o el transporte del producto por camión o ferrocarril.

### Construcción y operación
Los oleoductos están hechos de tubos de acero o plástico con un diámetro interior típicamente de 4 a 48 pulgadas (100 a 1220 mm). La mayoría de las tuberías suelen estar enterradas a una profundidad de aproximadamente 3 a 6 pies (0,91 a 1,83 m). Para proteger las tuberías del impacto, la abrasión y la corrosión, se utilizan una variedad de métodos. Estos pueden incluir revestimiento de madera (listones de madera), revestimiento de hormigón, protección contra rocas, polietileno de alta densidad, acolchado de arena importado y máquinas de acolchado.
El petróleo crudo contiene cantidades variables de cera de parafina y, en climas más fríos, puede producirse una acumulación de cera dentro de una tubería. A menudo, estas tuberías se inspeccionan y limpian mediante raspaje (pigging), la práctica de usar dispositivos conocidos como "pigs" para realizar diversas operaciones de mantenimiento en una tubería. Los dispositivos también se conocen como "raspadores" o "Go-devils". Los "pigs inteligentes" (también conocidos como pigs "inteligentes" ) se utilizan para detectar anomalías en la tubería, como abolladuras, pérdida de metal causada por corrosión, grietas u otros daños mecánicos. Estos dispositivos se lanzan desde las estaciones de lanzamiento de raspadores y viajan a través de la tubería para ser recibidos en cualquier otra estación aguas abajo, ya sea limpiando depósitos de cera y material que se haya acumulado dentro de la línea o inspeccionando y registrando el estado de la línea.
Para el gas natural, las tuberías están construidas de acero al carbono y varían en tamaño de 2 a 60 pulgadas (51 a 1524 mm) de diámetro, según el tipo de tubería. El gas es presurizado por estaciones compresoras y no tiene olor a menos que se mezcle con un odorante de mercaptano cuando así lo exija una autoridad reguladora.

## Agua

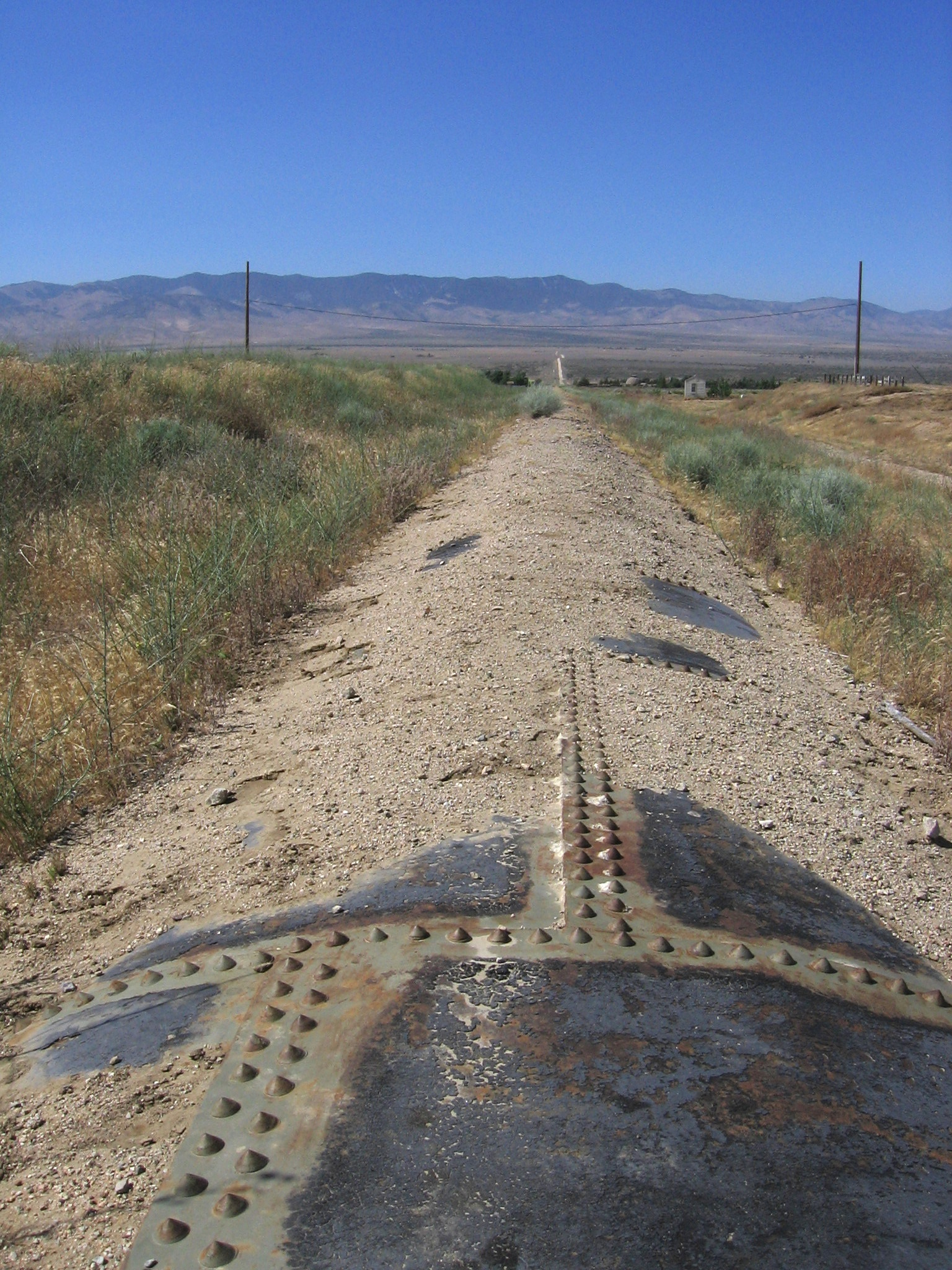
El acueducto de Los Ángeles en Antelope Valley..

Hace dos milenios, los antiguos romanos utilizaron grandes acueductos para transportar agua desde elevaciones más altas al construir los acueductos en segmentos graduados que permitían que la gravedad empujara el agua hasta llegar a su destino. Cientos de estos se construyeron en toda Europa y en otros lugares, y junto con los molinos harineros se consideraban el sustento del Imperio Romano. Los antiguos chinos también hicieron uso de canales y sistemas de tuberías para obras públicas. El famoso eunuco de la corte de la dinastía Han, Zhang Rang (m. 189 d. C.), una vez ordenó al ingeniero Bi Lan que construyera una serie de bombas de cadena de paletas cuadradas en las afueras de la ciudad capital de Luoyang. Estas bombas de cadena daban servicio a los palacios imperiales y las viviendas de la ciudad capital, ya que el agua levantada por las bombas de cadena era traída por un sistema de tuberías de gres.
Las tuberías son útiles para transportar agua para beber o para riego a largas distancias cuando es necesario atravesar colinas , o cuando los canales o canales son malas opciones debido a consideraciones de evaporación, contaminación o impacto ambiental.
El esquema de suministro de agua de Goldfields de 530 km (330 millas) en Australia Occidental que utiliza una tubería de 750 mm (30 pulgadas) y se completó en 1903 fue el esquema de suministro de agua más grande de su época.
Ejemplos de tuberías de agua importantes en el sur de Australia son las tuberías Morgan-Whyalla (terminada en 1944) y la tubería Mannum-Adelaida (terminada en 1955), ambas parte del esquema más grande de Snowy Mountains.
Hay dos acueductos de Los Ángeles, California , el acueducto de Owens Valley (terminado en 1913) y el segundo acueducto de Los Ángeles (terminado en 1970) que también incluyen un uso extensivo de tuberías.
El Gran Río Artificial de Libia suministra 3.680.000 metros cúbicos (4.810.000 yd3) de agua cada día a Trípoli, Bengasi, Sirte y varias otras ciudades de Libia. La tubería tiene más de 2.800 kilómetros (1.700 millas) de largo y está conectada a pozos que extraen un acuífero a más de 500 metros (1.600 pies) bajo tierra. [31]

## Desarrollo y planificación
Cuando se construye una tubería, el proyecto de construcción no solo cubre el trabajo de ingeniería civil para tender la tubería y construir las estaciones de bombeo/compresión, sino que también debe cubrir todo el trabajo relacionado con la instalación de los dispositivos de campo que respaldarán la operación remota.
La tubería se enruta a lo largo de lo que se conoce como "derecho de paso". Los gasoductos generalmente se desarrollan y construyen utilizando las siguientes etapas:
1. Temporada abierta para determinar el interés del mercado: los clientes potenciales tienen la oportunidad de contratar parte de los derechos de capacidad del nuevo gasoducto.
2. Selección de ruta (derecho de paso)
3. Diseño del oleoducto: el proyecto del oleoducto puede tomar varias formas, incluida la construcción de un nuevo oleoducto, la conversión de un oleoducto existente de un tipo de combustible a otro o mejoras a las instalaciones en una ruta de oleoducto actual.
4. Obtención de la aprobación: Una vez que se finaliza el diseño y los primeros clientes del gasoducto han comprado su parte de la capacidad, el proyecto debe ser aprobado por las agencias reguladoras pertinentes.
5. Topografía de la ruta
6. Limpiando la ruta
7. Apertura de zanjas: ruta principal y cruces (carreteras, ferrocarril, otras tuberías, etc.)
8. Instalación de la tubería
9. Instalación de válvulas, intersecciones, etc.
10. Cubrir la tubería y la zanja
11. Pruebas: Una vez que se completa la construcción, la nueva tubería se somete a pruebas para garantizar su integridad estructural. Estos pueden incluir pruebas hidrostáticas y empaquetamiento de línea.[17]

Rusia tiene "Tropas de oleoductos" como parte de los Servicios de retaguardia, que están capacitados para construir y reparar oleoductos. Rusia es el único país que tiene tropas de oleoductos.